# علي رضا كوشكي
علي رضا كوشكي (بالفارسية: علیرضا کوشکی)؛ (مواليد 16 فبراير 2000) هو لاعب كرة قدم إيراني يلعب في خط الوسط في نادي فولاد خوزستان.

## روابط خارجية
- علي رضا كوشكي على موقع قاعدة بيانات كرة القدم.إي يو (الإنجليزية)
- علي رضا كوشكي على موقع Soccerway.com (الإنجليزية)